# Archives nationales du Zimbabwe
Pour les articles homonymes, voir Archives nationales (homonymie).
Les Archives nationales du Zimbabwe (The National Archives of Zimbabwe : NAZ) ont été créées par une loi du parlement en 1935, connu aujourd'hui sous le nom de National Archives Act 1986. Les Archives nationales sont les archives d'État de ce qui s'appelait autrefois la Rhodésie du Sud.

## Mission

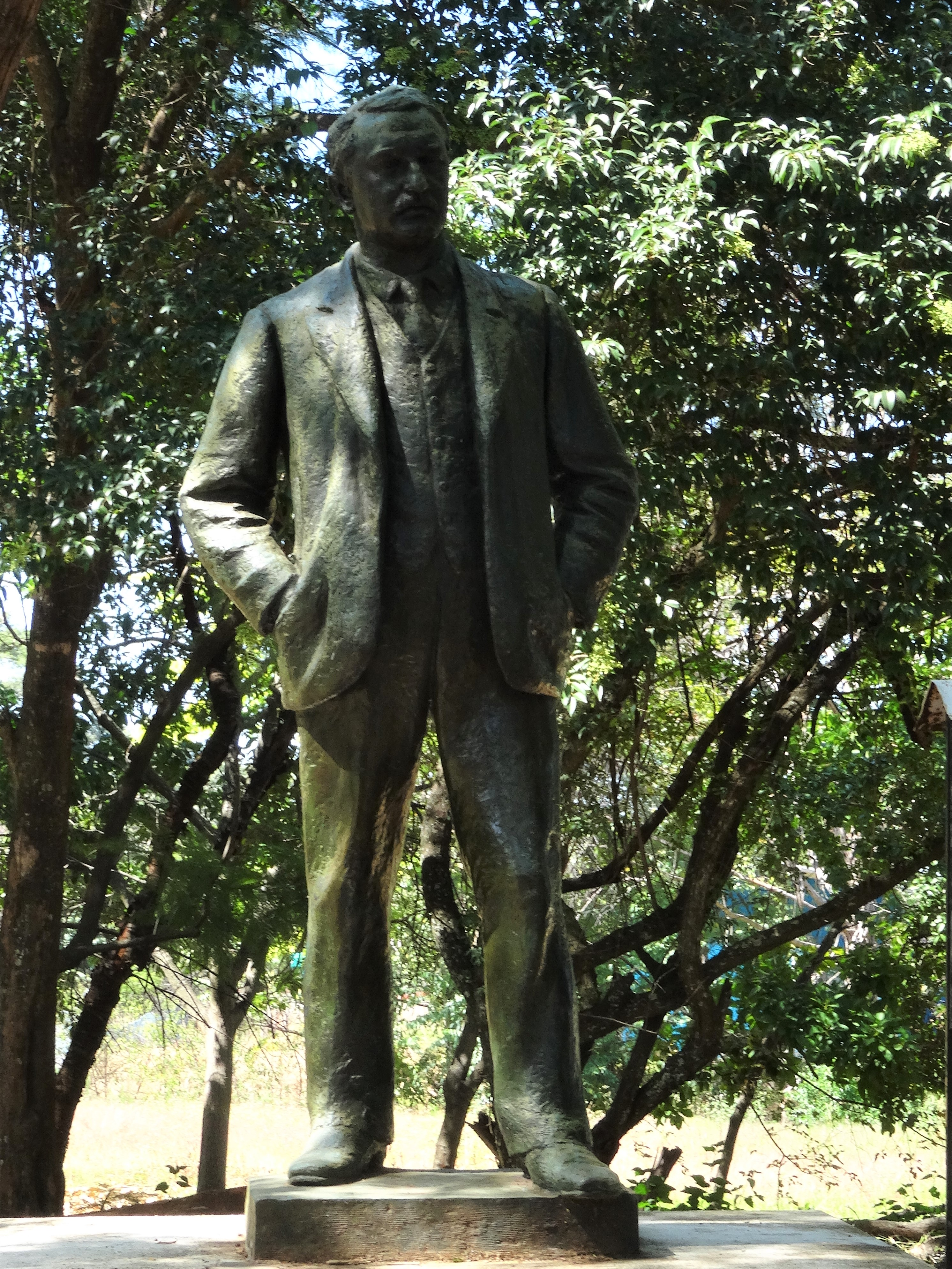
Statue de Cecil Rhodes, réalisée par John Tweed, située dans les jardins des archives nationales du Zimbabwe

La mission des Archives nationales est de collecter, préserver et communiquer au public la documentation zimbabwéenne.
Les Archives nationales sont formées par un réseau de cinq archivistes officiels répartis dans les huit provinces administratives : l'archiviste du Manicaland, l'archiviste du Mashonaland (central, occidental et oriental), l'archiviste du Masvingo, l'officier des archives du Matabeleland (septentrional et méridional), et l'archiviste du Midlands, sous la direction d'un directeur à Harare, responsable du dépôt national.

## Fonds
Les fonds se composent en premier lieu des archives publiques produites par le gouvernement et l'administration du pays. Ces documents sont d'abord déposés dans des centres d'archivage intermédiaire (Records centers) pendant une durée de 25 ans. Passé ce délai, ces archives sont consultables.
Vient ensuite la collection des manuscrits historiques, fonds composé d'archives privées provenant de particuliers, d'organisations non-gouvernementales, de missions, d'explorateurs, etc.
Enfin, le troisième fonds est celui de la Bibliothèque nationale de référence (National Reference Library), créée par une loi de 1975.